# Sint-Johanneskerk (Würzburg)
De Sint-Johanneskerk (Duits: Kirche St. Johannes) in de Beierse stad Würzburg is een zowel aan Johannes de Doper als Johannes de Evangelist gewijd kerkgebouw. Wegens de locatie in het stadsdeel Haug en het feit dat de kerk tot aan de secularisatie in 1803 tot een collegiaal stift behoorde, wordt de huidige parochiekerk meestal Stift Haug genoemd.

## De voorloper
De kerk wordt voor het eerst in een oorkonde van Hendrik II uit het jaar 1002 genoemd als kerk van een gemeenschap met de naam "Heren van de Berg". Vanwege de ligging van het stift op een heuvel kreeg het de naam Haug (haug stamt af van het woord houc, hetgeen heuvel betekent). Het oorspronkelijk door bisschop Hendrik I van Würzburg gewijde stift bevond zich enige honderden meters ten noorden van het huidige centraal station van de stad. Het lag onbeschermd buiten de stadsmuren en in onrustige tijden werd het dan ook herhaaldelijk geplunderd, voor het laatst in de Dertigjarige Oorlog. Zweedse troepen begonnen toen met de afbraak van de kerk. In 1637 werd de herstelde kerk weer ingewijd. Maar al snel stonden de romaanse kerk met de bijbehorende gebouwen in de weg bij de aanleg van de geplande stadsversterking en dus liet de toenmalige prins-bisschop het stift in 1657 op de oude plaats afbreken en de heuvel afgraven, om op een nieuwe plaats de huidige kerk te bouwen.

## De nieuwbouw
Gebouwd in de jaren 1670-1691 is stift Haug de eerste grote barokke kerkenbouw van Franken. Het is het belangrijkste bouwwerk van de Italiaanse architect Antonio Petrini. De kerk is door de (enigszins op de Sint-Pietersbasiliek lijkende) koepel van verre zichtbaar. Met een hoogte van 60 meter vormde de koepel destijds een architectonische prestatie. Jarenlang vreesde de bevolking dat de koepel nog eens zou instorten. Op het hoogste punt is in de lantaarn van de koepel een duif te herkennen.

## Parochiekerk
In 1803 liet de Beierse staat in het kader van de secularisatie het stiftvermogen confisqueren en het stift opheffen. Vanaf dat moment werd de voormalige stiftskerk een parochiekerk.

## Verwoesting het herstel
In de laatste weken van de Tweede Wereldoorlog werd Würzburg getroffen door zeer zware bombardementen. Bij de hevigste luchtaanval op 16 maart 1945 brandde de kerk volledig uit en werd de ooit zo rijke barokke inrichting op enkele beelden na vernietigd. In het jaar 2005 werd de renovatie van het interieur afgesloten. In het altaar werden de relieken van drie frankische heiligen ingezet Burchard, Bruno en Liborius Wagner ingezet. Het altaarschilderij stelt de kruisiging voor en werd door Jacopo Tintoretto gemaakt in 1583. Een andere vermeldenswaardig kunstwerk is het bronzen kruis van Dietrich Klinge.

## Orgelconcerten
In de kerk vinden vaak orgelconcerten plaats. Het orgel werd in 1971 door de orgelbouwer Johannes Klais uit Bonn geïnstalleerd.